# Ina Blumenthal

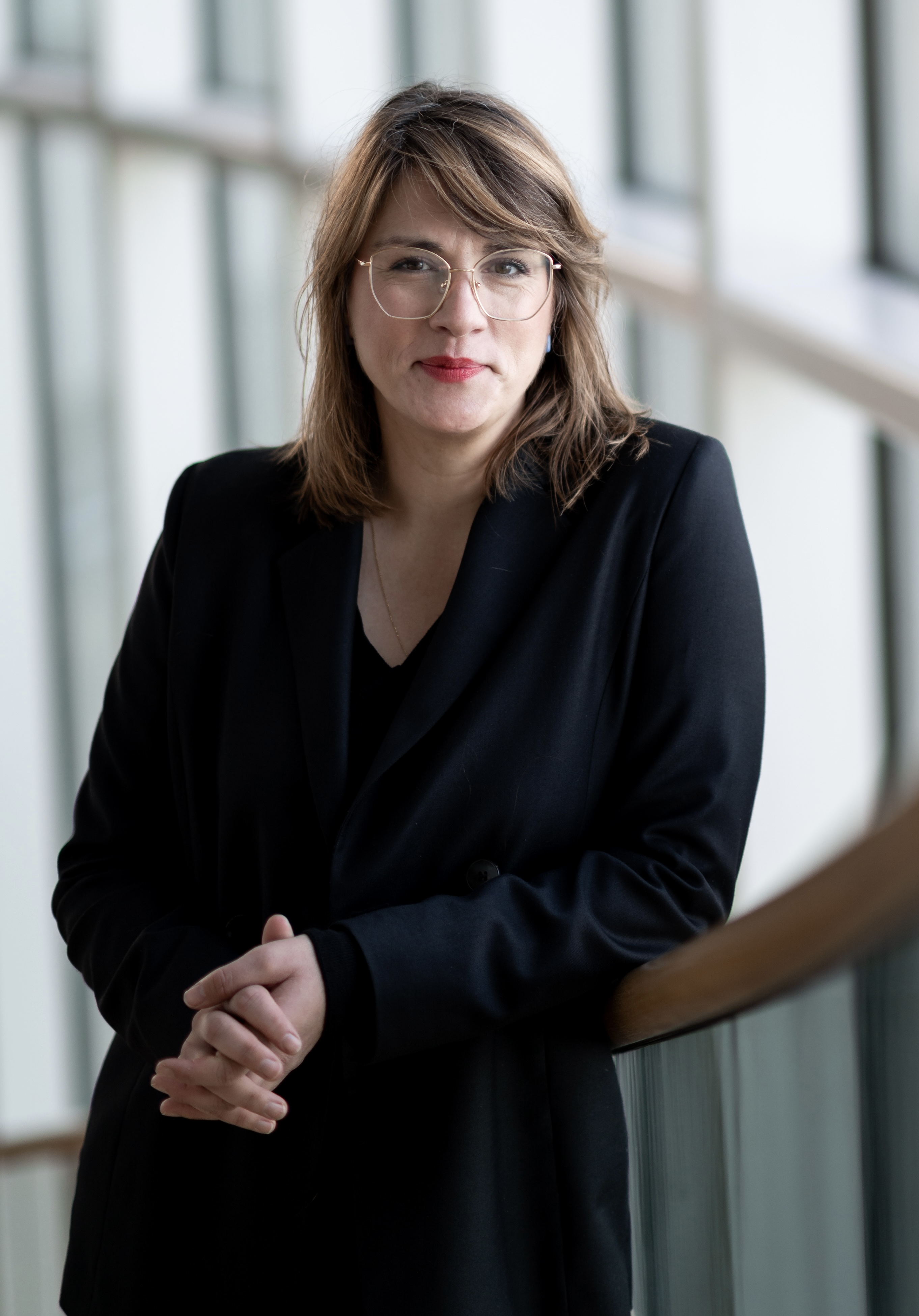
Ina Blumenthal, 2023

Ina Blumenthal (* 10. Februar 1981) ist eine deutsche Politikerin (SPD). Sie ist seit 2022 Abgeordnete im Landtag von Nordrhein-Westfalen und seit 2023 parlamentarischen Geschäftsführerin der SPD-Landtagsfraktion.

## Leben
Nach dem Schulbesuch und Abitur am Städtischen Gymnasium Gevelsberg studierte Ina Blumenthal an der Ruhr-Universität Bochum Evangelische Theologie, Geschichte und Politikwissenschaft. Sie war anschließend als Freie Journalistin, ab 2002 als studentische Mitarbeiterin von Karsten Rudolph und bis zum 31. Mai 2022 als Büroleiterin für Marlies Stotz im nordrhein-westfälischen Landtag tätig.
Blumenthal engagiert sich bei der Arbeiterwohlfahrt, den Falken in NRW, dem Verein „Kitzretter“ in Hagen sowie im Zentrum für Kirche und Kultur in Gevelsberg.

## Partei und Politik
Blumenthal ist seit Ende der 1990er Jahre Mitglied der SPD und engagierte sich in der Lokalpolitik in Gevelsberg unter anderem als sachkundige Bürgerin.
Bei der Landtagswahl in Nordrhein-Westfalen 2022 wurde Blumenthal in den Landtag von Nordrhein-Westfalen gewählt. Sie gewann das Direktmandat im Landtagswahlkreis Hagen II – Ennepe-Ruhr-Kreis III.
Am 5. September 2023 wurde sie zur parlamentarischen Geschäftsführerin der SPD-Landtagsfraktion NRW gewählt.